# Namibia Society of Composers and Authors of Music
Die Namibia Society of Composers and Authors of Music (Nascam) ist die namibische Verwertungsgesellschaft für Musik. Rechtlich handelt es sich bei Nascam um eine Non-Profit-Organisation die als Collective Management Organisation auftritt.
Grundlage bildet die Vereinsverfassung aus dem Jahr 2017. Nascam wurde 1994 in der Hauptstadt Windhoek gegründet.
Nascam wird seit Jahren von schweren finanziellen Problemen und Misswirtschaft dominiert.